# James Hogue
Pour les articles homonymes, voir Hogue.
James Arthur Hogue, né le 22 octobre 1959 à Kansas City, Kansas, est un escroc américain connu entre autres pour être entré à l'université de Princeton en se faisant passer pour un orphelin autodidacte. Un documentaire, Con Man, sorti en 2003, lui est consacré.

## Jeunesse
Hogue est né à Kansas City, Kansas, et il y a passé sa jeunesse. Il a fréquenté la Washington High School où il a battu des records de course à pied sur 1 mile (4 min 18 s 4) et 2 miles (9 min 20 s 4) en 1977.

## Carrière criminelle
En 1986, Hogue a presque trente ans et a quitté l'université du Wyoming ; il s'inscrit dans un lycée de Palo Alto, Californie sous le nom de « Jay Mitchell Huntsman », un « orphelin » de 16 ans, originaire du Nevada (en fait l'identité d'un enfant né en 1969 et mort deux jours après sa naissance). Le journaliste local Jason Cole découvre le pot aux roses.
Puis il s'inscrit à l'université de Princeton en 1988 en utilisant l'alias « Alexi Indris-Santana », orphelin autodidacte originaire de l'Utah ; Hogue revendique dans son dossier d'inscription avoir dormi à la belle étoile dans le Grand Canyon, élevant ses moutons et lisant les philosophes. Il retarde son admission d'un an, sans informer Princeton que c'était à cause de son incarcération dans l'Utah après une condamnation pour vol d'outils et de cadres de bicyclette d'une valeur d'environ 20 000 dollars, malgré ça, il viole sa liberté conditionnelle pour entrer en classe. Les deux années suivantes, il vit sous le nom de « Santana », fait partie de l'équipe de course à pied et est admis au très prestigieux Ivy Club (en),.
Sa véritable identité est révélée quand Renee Pacheco, une de ses anciennes camarades de classe du lycée de Palo Alto High School (en), le reconnait. Elle s'en est confiée au reporter Jason Cole, qui révèle l'identité de Hogue pour la seconde fois. Hogue est arrêté le 26 février 1991, pour avoir fraudé (vol par tromperie) l'université de près de 30 000 dollars en aides financières et il est condamné à trois ans de prison, avec cinq ans de mise à l'épreuve et 100 heures de travail d'intérêt général (community service).
Hogue refait les gros titres le 16 mai 1993, au travers de son association avec l'université Harvard. Ayant de nouveau menti sur son identité, il est employé comme agent de sécurité dans un des musées du campus d'Harvard. Au bout de quelques mois, les officiels du musée remarquent que plusieurs pierres précieuses exposées ont été remplacées par des fausses. La police de Somerville, Massachusetts, arrête Hogue à son domicile et l'accuse de vol qualifié pour un montant de plus de 50 000 dollars.
Hogue viole les conditions de sa libération conditionnelle en revenant à Princeton et en fréquentant le campus en utilisant cette fois le nom de « Jim MacAuthor » ; bien que non inscrit, il se nourrit à la cafeteria de l'université. Il est arrêté le 19 février 1996 après qu'un étudiant l'ait reconnu et il est placé en détention par la police de Princeton - qui l'a plus tard libéré sur son propre engagement (en). Il est par la suite incarcéré au Mercer County Correctional Center sur une condamnation pour intrusion.
Hogue est libéré en 1997 et disparait de l'attention publique. En 1999, le réalisateur Jesse Moss, qui souhaite faire un documentaire sur Hogue, le retrouve à Aspen et s'assure de sa coopération pour le film. Le documentaire, intitulé Con Man, sortira en 2003.
En janvier 2005, la police fouille la maison de Hogue dans le Comté de San Miguel, Colorado, et trouve 7 000 objets, d'une valeur dépassant 100 000 dollars, volés dans les maisons voisines, où Hogue avait effectué des travaux. Les biens volés remplissaient sa maison et un petit compartiment secret qu'il y avait construit. Il est appréhendé à Tucson, Arizona, le 4 février 2006 par des US Marshals et le shériff du Comté de Pima, alors que Hogue était au café de Barnes & Noble surfant internet. En mars 2007 Hogue plaide coupable pour vol, en échange d'une réduction de peine et l'abandon de chefs d'inculpation additionnels et est condamné en mai à dix années de prison. Il sera remis en liberté surveillée en 2012.
Le 3 novembre 2016, il est arrêté à Aspen à la suite d'un mandat d'arrêt lancé contre lui pour vol par le Comté de Boulder. Lors de son arrestation dans une bibliothèque locale, il a d'abord donné un faux nom (David Bee). Il vivait dans la montagne dans une cabane construite illégalement et avec des matériaux volés et 17 000 dollars en espèces et de nombreux vêtements de ski volés furent trouvés dans son SUV.